# 植田町
植田町（うえだまち）は福島県南東部、石城郡に属していた町。現在のいわき市南東部（勿来地区）、常磐線植田駅周辺、鮫川河口左岸にあたる。
現在の植田町とは範囲が異なる。本項では町制前の名称である鮫川村（さめがわむら）についても述べる。

## 地理
- 河川：鮫川

## 歴史
- 1889年（明治22年）4月1日 - 町村制の施行により、植田村・江畑村・高倉村・添野村・石塚村・東田村・後田村・佐糠村・岩間村・小浜村・仁井田村の区域をもって菊多郡鮫川村が発足。
- 1896年（明治29年）4月1日 - 所属郡が石城郡に変更。
- 1923年（大正12年）4月10日 - 町制施行・改称して植田町となる。
- 1955年（昭和30年）4月29日 - 勿来町・錦町・川部村・山田村と合併して勿来市が発足。同日植田町廃止。

## 交通

### 鉄道路線
- 日本国有鉄道
  - 常磐線
    - 植田駅

### 道路
- 国道6号

現在は常磐自動車道が旧町域の北端を掠めているが、当時は未開通。